# Strzeleczki
Strzeleczki (nome adicional em alemão: Klein Strehlitz, em tcheco/checo: Střelečky) é um município no sudoeste da Polônia, localizado na voivodia de Opole, no condado de Krapkowice. É a sede da comuna urbano-rural de Strzeleczki. Historicamente, está localizado na Alta Silésia, na região de Prudnik. Localiza-se na Bacia de Racibórz, que faz parte das Terras Baixas da Silésia. O rio Biała flui por ela.
Estende-se por uma área de 27,7 km², com 1 507 habitantes, segundo o censo de 31 de dezembro de 2021, com uma densidade populacional de 54 hab./km².
Strzeleczki recebeu o foral de cidade em 1327. Foi rebaixada à categoria de vila com a reforma urbana prussiana. Na Polônia desde o final da Segunda Guerra Mundial como parte dos chamados Territórios Recuperados (Distrito de Opole Silésia). 28 de junho de 1946 — como parte do condado de Prudnik — foi colocada sob a administração da voivodia da Silésia. De 1945 a 1954, foi a sede da comuna rural de Strzeleczki no condado de Prudnik, de 1954 a 1972 da gromada de Strzeleczki (a partir de 1956 no condado de Krapkowice) e, a partir de 1973, da comuna reativada de Strzeleczki. Entre 1975 e 1998, ela pertenceu administrativamente à então voivodia de Opole. Em 1 de janeiro de 2024, recuperou a condição de cidade.

## Toponímia
Em 1613, o regionalista e historiador da Silésia Mikołaj Henel de Prudnik mencionou a cidade em seu trabalho sobre a geografia da Silésia intitulado Silesiographia, dando-lhe seu nome em latim: Strelicia Minor. Uma descrição topográfica da Alta Silésia de 1865 menciona a vila sob o nome polonês atualmente usado, Strzeleczki, bem como o alemão Klein Strehlitz no documento “Klein Strehlitz (1531 Parva Streletz, 1535 Klein Streletz, polnisch Strzeleczki)”. Em 12 de novembro de 1946, a aldeia, então administrativamente parte do condado de Prudnik, recebeu o nome polonês Strzeleczki. Como a cidade de Strzelce Opolskie, o nome vem do termo polonês para tiro ou da palavra flecha (strzała). O nome é aludido pela flecha colocada no brasão da cidade.
Em documentos históricos, o nome da vila foi mencionado em vários idiomas e formas: Strelci (1245), Strelicz (1327), Wenyngen Strelicz (1389), in parvo Strelicz (1398), Parva Strelicz (1418), Parva Strelicz (1447), in Parva Strzelecz (1531), in Parva Strzelec (1531), Klein-Streletz (1535), Strehlitz Klein (1656), in pago Klein-Strelitz, in oppido Minori-Strelic (1679), parvo-Strelicz (1686), in parvo-Strzelitz, in oppido Minori-Strelitz (1687), Kl. Strelitz (1736), Klein Strehlitz (1743), Klein-Strehliz, małe Strehletzke (1784), Klein Strehlitz, Strzeleczki (1845), Strzelce Małe al. Strzeleczki, alemão Klein Strehlitz (1890), Strzeleczki — Klein Strehlitz (1939), Klein Strehlitz — Strzeleczki, -czek, strzelecki (1946), Strzeleczki, -czek (1982).

## História

### Idade Média
A vila foi fundada como um assentamento mercantil na rota de Prudnik para Krapkowice no início do século XIII, presumivelmente durante o reinado do duque Ladislau de Opole. Escavações arqueológicas realizadas na cidade confirmaram a existência de um castro no local, e também foram encontrados pedaços de louça de barro que datam do século XIII.
A existência de Strzeleczki como cidade e paróquia é confirmada por fontes de 1327. A cidade não era cercada por muralhas. Os habitantes de Strzeleczki se dedicavam à agricultura e ao artesanato. Era uma cidade ducal. Estava localizada nas fronteiras do Principado de Niemodlin. Em 1375, uma escola foi fundada em Strzeleczki, sendo uma das primeiras na região de Opole. A cidade pertencia ao ducado de Głogówek-Prudnik. Em 1427, o duque de Głogówek-Prudnik, Bolko V, confirmou um privilégio anterior que permitia que os judeus se estabelecessem em Prudnik, Biała, Głogówek e Strzeleczki. Durante a expedição hussita à Silésia, em março de 1428, os cavaleiros e burgueses de Strzeleczki foram feitos prisioneiros pelos hussitas, enquanto a própria cidade foi saqueada e incendiada em 13 de março de 1428.

### Século XVI a XX
Em 1524, Strzeleczki foi confirmada como uma cidade.. Até 1532, era uma cidade ducal. Strzeleczki tinha o privilégio cervejeiro (direito exclusivo de fabricar e vender cerveja), mas o perdeu em favor de Głogówek, onde deveria fornecer cerveja. Em 1526, a cidade recebeu o direito de realizar feiras semanais e anuais.. Antes de 1534, a fazenda senhorial localizada em Strzeleczki foi abandonada. A primeira menção de um conselho municipal local data de 1564. No século XVI, Strzeleczki, que fazia parte da propriedade do castelo de Chrzelice, foi penhorada e depois comprada pela família Prószkowski. Os próximos proprietários da propriedade de Chrzelice foram os Dietrichsteins.

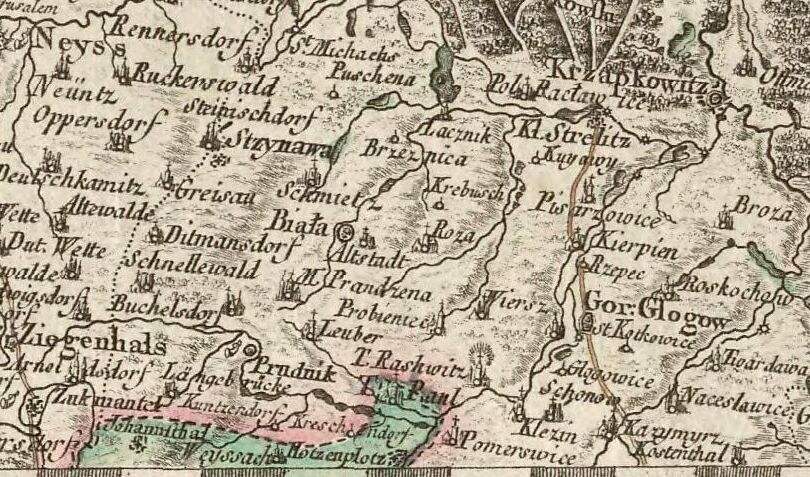
Strzeleczki (Kl. Strelitz) entre as aldeias da Terra de Prudnik no mapa polonês de 1772

Entre 1618 e 1626, a cidade tinha cerca de 500 a 600 habitantes. Durante a Guerra dos Treze Anos, em 1642, a cidade foi conquistada pelos suecos, que a saquearam e incendiaram. Naquela época, Strzeleczki e Ścinawa Mała eram as duas cidades mais devastadas da região de Prudnik. Em 1656, o prefeito de Strzeleczki foi mencionado pela primeira vez e, em 1666, o wójt. No século XVII e no início do século XVIII, foram mencionadas as guildas de oleiros, padeiros, alfaiates e ferreiros que operavam em Strzeleczki.{{sfn|Lesiuk|1978|p=95} A mais importante era a guilda dos oleiros, que tinha 40 trabalhadores.
Até 1742, a cidade pertencia ao condado de Głogówek, na Monarquia dos Habsburgos. Após as Guerras da Silésia, ela caiu nas fronteiras do Reino da Prússia e tornou-se parte do condado de Prudnick, na província da Silésia. Em 1742, Strzeleczki foi destituída de sua condição de cidade. Tornou-se então um assentamento mercantil. Os habitantes não pagavam impostos municipais, mas eram considerados habitantes da cidade. Como um assentamento mercantil, Strzeleczki, com Ścinawa Mała, pertencia às cidades de segundo escalão no condado de Prudnik (o primeiro escalão incluía as cidades de Prudnik, Głogówek e Biała). Em 1783, o rei Frederico II, o Grande, da Prússia, comprou a propriedade do castelo de Chrzelice junto com a cidade mercantil de Strzeleczki. Naquele ano, cerca de 540 pessoas viviam em 90 casas burguesas em Strzeleczki. No vilarejo havia uma igreja, uma escola, uma fábrica de fiação e 90 casas.
Em 16 de fevereiro de 1813, houve um incêndio em Strzeleczki, no qual ⅔ dos edifícios, incluindo a igreja e a escola, foram queimados. De 21 a 28 de janeiro e de 4 a 18 de fevereiro de 1832, houve uma epidemia de cólera em Strzeleczki. Em 1861, havia 15 judeus vivendo em Strzeleczki. Em meados do século XIX, havia uma destilaria e um alojamento da guarda-florestal real no vilarejo. Em 1890, havia 1 428 habitantes em Strzeleczki, dos quais 1 404 eram católicos, 17 evangélicos e 7 judeus.
Em 1 de abril de 1894, a vila de Oracze, a colônia Karlshof e Seherrswald foram anexadas a Strzeleczki. Oracze, com 200 habitantes, ocupava a área da atual rua Prudnicka. Um prédio com uma loja colonial foi construído ali. A colônia Karlshof consistia em prédios ao norte do rio Biała, e hoje é a parte da margem esquerda da cidade. A fazenda Karlshof ainda estava lá na década de 1830; ela foi demolida antes da década de 1880. Seherrswald é hoje os prédios da rua Niemodlinska, conhecida como Zbychowice. Com a incorporação dos vilarejos vizinhos, a população de Strzeleczki aumentou para 2 036.
Em 1895, a Companhia Ferroviária Prudnick-Gogolin, com sede em Prudnik, foi criada para construir uma linha local secundária, de via normal, de Prudnik a Gogolin, entre outras, passando por Strzeleczki. A linha foi colocada em operação em 1896. O prédio da estação ferroviária em Strzeleczki tinha aparência semelhante à da estação em Lubrza. Em 1898, foi inaugurada uma fábrica de tijolos em Strzeleczki.
Segundo o censo de 1 de dezembro de 1910, 162 dos 1801 habitantes de Strzeleczki falavam alemão, 1524 falavam polonês e 115 eram bilíngues.

### Período entre guerras
Strzeleczki teve dois representantes no quarto Sejm polonês, reunido em Poznań em dezembro de 1918. Até 1919, Strzeleczki era tratada como um assentamento mercantil com o direito de eleger um prefeito. Nas eleições municipais de novembro de 1919, 175 votos foram dados a candidatos de listas polonesas, o que lhes permitiu ganhar 4 das 12 cadeiras. Em 1919, foi fundado em Strzeleczki o círculo da Sociedade São Jacinto para a Educação na Silésia. Havia também o círculo do Sindicato dos Agricultores da Alta Silésia.
Durante a Segunda Revolta da Silésia, as tropas insurgentes polonesas das regiões mais remotas da Silésia foram trazidas para Strzeleczki por via-férrea. Em 1921, apenas uma parte do condado de Prudnik estava no alcance do plebiscito na Alta Silésia. Strzeleczki ficava no lado leste, na área do plebiscito. O Comitê do Plebiscito Polonês para o condado de Prudnik foi transferido de Prudnik para Głogówek e depois para Strzeleczki, pois suas instalações em Prudnik haviam sido demolidas. Em uma reunião em 25 de janeiro de 1921, 250 habitantes de Strzeleczki expressaram apoio a Teodor Obremba e Wojciech Korfanty. Em Strzeleczki havia uma filial da redação do jornal diário “Głogowianka”, publicado durante o plebiscito e destinado aos habitantes poloneses do condado de Prudnik. Em 17 de fevereiro de 1921, um comício de manifestação polonesa foi realizado na aldeia. Na aldeia, 1627 habitantes tinham direito a voto (incluindo 526 emigrantes). Cento e noventa e oito pessoas votaram na Polônia, 1381 votaram na Alemanha. Um dos centros mais fortes da vida nacional polonesa no condado de Prudnik.
Durante a Terceira Revolta da Silésia, a vila permaneceu fora do combate direto. Um centro da Organização Militar Polonesa para o condado de Prudnik foi organizado na vila, que recrutava para as tropas insurgentes. Os habitantes de Strzeleczki serviram do lado polonês na 3.ª Companhia de Prudnik. Na década de 1920, um memorial foi erguido no cemitério de Strzeleczki para homenagear os 84 moradores da vila que morreram durante a Primeira Guerra Mundial. Havia uma biblioteca polonesa em Strzeleczki. Uma filial local do Banco de Poupança do Condado de Prudnick foi criada no vilarejo. O número de habitantes começou a diminuir devido à emigração em busca de trabalho nos centros industriais da Alta Silésia.

### Segunda Guerra Mundial
Duzentos e nove habitantes de Strzeleczki morreram nas frentes da Segunda Guerra Mundial. Placas com seus nomes foram erguidas no monumento em homenagem aos que morreram na Primeira Guerra Mundial. Dois esquadrões de trabalho para prisioneiros de guerra britânicos e soviéticos que trabalhavam em fazendas locais estavam localizados aqui, bem como um campo de trabalho para judeus. Segundo a Comissão Principal para a Investigação de Crimes Alemães na Polônia, dois cidadãos poloneses foram assassinados em Strzeleczki durante a Segunda Guerra Mundial. Os soldados da Wehrmacht em retirada mataram trabalhadores agrícolas poloneses na aldeia, pois estes expressavam alegria com a aproximação do Exército Vermelho.
Em março de 1945, Strzeleczki era um dos vilarejos do condado de Prudnik que havia sido adaptado pelos alemães para a defesa contra o Exército Vermelho. Fortificações do tipo campo foram construídas nas terras agrícolas ao redor. O Exército Vermelho ocupou Strzeleczki a caminho de Prudnik em 19 de março de 1945, no âmbito da Operação da Alta Silésia. A 80.ª Divisão de Fuzileiros Dimitri Kuzmin, do 43.º Corpo de Fuzileiros, do 59.º Exército, avançava em direção à aldeia. A maioria dos habitantes foi evacuada ou fugiu antes da chegada do Exército Vermelho. Os danos aos edifícios causados pela guerra não foram extensos. Durante os combates por Prudnik em abril e maio de 1945, os russos evacuaram temporariamente os habitantes alemães e poloneses de Prudnik e das aldeias vizinhas para Strzeleczki.

### Polônia do Povo
De março a maio de 1945, o condado de Prudnik ficou sob o controle do comando militar soviético. Em 11 de maio de 1945, a administração polonesa assumiu a autoridade civil no condado de Prudnik. Os habitantes de Strzeleczki, que falavam o dialeto silesiano ou conheciam o idioma polonês, foram autorizados a permanecer na aldeia após receberem a cidadania polonesa. Algumas famílias alemãs foram deslocadas em junho de 1946.
Entre 1945 e 1950, Strzeleczki pertenceu à voivodia da Silésia e, a partir de 1950, à voivodia de Opole. Entre 1945 e 1954, a vila foi a sede da comuna de Strzeleczki e, entre 1954 e 1972, da gromada de Strzeleczki. Havia uma agência dos correios no local.
Até 1956, Strzeleczki pertencia ao condado de Prudnik. Devido à reforma administrativa de 1956, Strzeleczki foi separada do condado de Prudnick e anexada ao recém-criado condado de Krapkowice.
Em 9 de julho de 1945, a Inspetoria Escolar de Prudnik abriu uma escola primária polonesa em Strzeleczki, que foi transformada em uma escola primária de sete classes em 1948. Em 1946, um dos três centros comunitários do condado de Prudnik foi fundado no vilarejo, bem como o Círculo de Caça “Ryś”, afiliado à Associação de Caça Polonesa em Prudnik, foi fundado na aldeia. Em 13 de outubro de 1946, o quarto Conselho Nacional Comunal do condado de Prudnik foi criado em Strzeleczki. J. Szczepanek tornou-se seu presidente. A Cooperativa Agrícola e Comercial do Condado de Prudnik tinha um depósito e uma loja em Strzeleczki. Em meados de 1946, o comitê comunal do Partido Socialista Polonês foi fundado aqui e, em 1947, o círculo do Partido Democrata iniciou suas atividades. No mesmo ano, foi criada uma biblioteca municipal. Em 1948, foi criada a Divisão Florestal Estatal de Strzeleczki. Em 1949, havia na aldeia, entre outros, os seguintes locais: Biblioteca Pública da Comuna, Cooperativa Municipal “Autoajuda Camponesa”  que administrava duas mercearias em Strzeleczki, uma fábrica de tijolos cerâmicos, um moinho de água, um alfaiate, dois sapateiros. Havia um posto sanitário da Cruz Vermelha Polonesa na rua Prudnick, 11. 
Em 1950, a administração do hospital de Prudnik instalou uma sala de parto em Strzeleczki. Em 1953, a Fábrica de Tricô do Estatal, que fazia parte das Fábricas de Tricô e Meias Prudnik em Biała Prudnicka, foi inaugurada na praça do mercado (no prédio onde hoje está localizada a Prefeitura).

### Terceira República
Em 1993, diante da reforma administrativa que estava por vir, os conselheiros municipais de Strzeleczki optaram por pertencer ao condado de Krapkowice, ressaltando, no entanto, que se esse condado não fosse criado, Strzeleczki ficaria no condado de Prudnik.
No final de 2022, as autoridades locais anunciaram seus esforços para restabelecer Strzeleczki como uma cidade, citando como motivos a oportunidade de desenvolver a cidade, acessar fundos relacionados ao desenvolvimento urbano, desenvolver infraestrutura e atrair novos investidores. Uma consulta pública e uma abordagem ao governo foram realizadas em 2023. Em 27 de julho de 2023, o Conselho de Ministros adotou uma portaria concedendo a classificação de cidade a Strzeleczki a partir de 1 de janeiro de 2024.

## Demografia
A cidade é habitada por uma minoria alemã e silesiana. Os habitantes da cidade falam o dialeto Prudnick, o qual é uma variante do dialeto silesiano. Eles pertencem a um subgrupo de dialeto chamado Mietlołrzy. Os habitantes de Strzeleczki são chamados de hussitas (em silesiano: Huzity) na tradição local, que supostamente se refere à época das guerras hussitas, quando Bolko V, o duque de Głogówice-Prudnik, ficou do lado dos reformadores tchecos.
Conforme os dados do Escritório Central de Estatística da Polônia (GUS) de 31 de dezembro de 2024, Strzeleczki é uma cidade muito pequena com uma população de 1 507 habitantes (37.º lugar, a menor em população na voivodia de Opole e 938.º na Polônia), tem uma área de 27,7 km² (6.º lugar na voivodia de Opole e 205.º lugar na Polônia) e a menor densidade populacional da voivodia − 54 hab./km² (37.º, último lugar na voivodia de Opole e 999.º lugar na Polônia). Nos anos 2002-2024, o número de habitantes diminuiu 9,6%.
Os habitantes de Strzeleczki constituem cerca de 2,54% da população do condado de Krapkowice, constituindo 0,16% da população da voivodia de Opole.
| Descrição                         | Total      | Total    | Mulheres   | Mulheres | Homens     | Homens   |
| --------------------------------- | ---------- | -------- | ---------- | -------- | ---------- | -------- |
| unidade                           | habitantes | %        | habitantes | %        | habitantes | %        |
| população                         | 1 507      | 100      | 799        | 53,0     | 708        | 47,0     |
| área                              | 27,7 km²   | 27,7 km² | 27,7 km²   | 27,7 km² | 27,7 km²   | 27,7 km² |
| densidade populacional (hab./km²) | 54         | 54       | 28,6       | 28,6     | 25,4       | 25,4     |

## Monumentos históricos
O registro provincial de monumentos históricos inclui:
- Igreja paroquial de São Martinho, meados do século XVIII
- Casa paroquial, meados do século XIX
- Sepulturas coletivas de soldados da Segunda Guerra Mundial, no cemitério paroquial

Conforme o registro municipal de monumentos em Strzeleczki, os seguintes locais também são protegidos:
- Disposição rural da vila
- Cemitério
- Anexo, agora a casa paroquial ao lado do vicariato
- Igreja da Exaltação da Santa Cruz
- Santuários: 1. no campo, na estrada para Kujawy, 2. na estrada para Dobra, 3. na rua Prudnicka, 6, 4. na rua Sobieskiego, 5. na estrada de terra para Pisarzowice
- Estação de trem, rua Dworcowa, 20
- Casa, agora jardim de infância, rua 3 Dworcowa
- Casa do professor, agora uma casa, rua Dworcowa, 6
- Casas na rua Dworcowa: 8, 12
- Casas na rua Kościelna: 6, 10, 16
- Casa, rua Leśna, 13
- Casa (alojamento do guarda-florestal), rua Leśna, 15
- Casas na rua Łąkowa: 6, 18
- Casas na rua Mickiewicza: 2, 3
- Casas na rua Młyńska: 9, 10-10a, 14, 16, 21, 30, 32, 34
- Prédios residenciais na rua Młyńska: 12, 17, 19
- Moinho, rua Młyńska, 31
- Celeiro no complexo do moinho, rua Młyńska, 31
- Casas na rua Niemodlińska: 25, 45, 55
- Casas na rua Ogrodowa: 2, 19
- Oficina ao lado da casa, rua Ogrodowa, 19
- Prédios de apartamentos na rua Opolska: 2, 9, 13, 19
- Casas na rua Opolska: 25, 40
- Antiga pousada, rua Opolska, 36
- Casa, rua Polna, 4
- Casas na rua Prudnicka: 5, 6, 10, 14, 15, 17, 18a, 22, 22a, 27, 28, 33, 38, 38a, 54
- Casa/padaria, rua Prudnicka, 12a
- Loja e casa residencial, rua Prudnicka, 24.
- Casa de madeira, agora uma garagem, rua Prudnicka, 29
- Casas na Praça do Mercado: 3, 5, 6, 8, 12
- Prefeitura (anteriormente uma casa), Rynek 4a
- Casa da Cultura (anteriormente uma pousada), Rynek 4b
- Banco e apartamentos (anteriormente uma casa): Praça do Mercado 7, 19
- Restaurante (anteriormente uma pousada), Rynek 20
- Escola, rua Sienkiewicza, 3
- Casas na rua Sienkiewicza: 4, 12, 14, 18, 20
- Loja-armazém, rua Sienkiewicza, 16.
- Casas na rua Słowackiego: 16, 18, 26, 47, 17, 41
- Ruínas do moinho de vento, rua Sobieskiego, 55.
- Casas na rua Sobieskiego: 59, 63
- Casas na rua Wodna: 1, 3, 11
- Edifícios agrícolas próximos à casa na rua Wodna, 9

## Economia
Estabelecimento do Setor de Tricô do Estado, que era subordinado à Fábrica de malhas e meias de Prudnik em Biała Prudnicka, encerrou suas operações em meados da década de 1980. Ela empregava 171 pessoas em 1953 e 370 em 1972. A produção na fábrica de tijolos em Strzeleczki foi encerrada em 1991.. A empresa Usługi Remontowo-Budowlane Marcin Walner, membro da Associação de Artesãos e Empreendedores de Prudnik, está sediada em Strzeleczki.
Na cidade, há, entre outros, cadeias de lojas de varejo: Dino Polska, Lewiatan, Odido. Uma agência do Banco Cooperativo em Gogolin foi criada.
Strzeleczki, bem como toda a comuna, está sujeita à fiscalização da Instituição de Seguro Social de Prudnik.

## Transporte

### Transporte rodoviário
A cidade tem uma localização favorável, próxima a centros urbanos maiores, como Prudnik (30 km) e Opole (36 km). As cidades de Biała (18 km) e Krapkowice (10 km) também estão próximas.
Uma estrada provincial passa por Strzeleczki::
- Estrada provincial n.º 409 Dębina – Strzelce Opolskie

### Transporte ferroviário
A parada de trem inativa em Strzeleczki está localizada na rua Dworcowa. As estações ferroviárias ativas mais próximas ficam em Prudnik e Gogolin.
Empresários e proprietários de terras locais fundaram a Companhia Ferroviária Prudnik-Gogolin em 1895, com sede em Prudnik, visando construir uma linha local de Prudnik a Gogolin. A linha ferroviária n.º 306 entre Prudnik e Gogolin entrou em operação em 1896. Uma enchente em 1997 destruiu a ponte sobre o rio Óder em Krapkowice, impossibilitando o acesso a Gogolin. Em 2005, o tráfego na linha n.º 306 foi suspenso. A linha Prudnik — Krapkowice, modernizada para fins de frete, foi inaugurada em 2016. Há tráfego de transporte militar no ramal entre o depósito militar na floresta perto de Strzeleczek e Prudnik.

### Transporte de ônibus
Strzeleczki tem conexões de ônibus com Opole, Prudnik, Krapkowice, Moszna e Smolarnia. Há cinco pontos de ônibus na vila — I, II, Escola, Wieś e Zbychowice.
O transporte de ônibus em Strzeleczki era operado pela PKS Prudnik. Em 2004, a Prudnik PKS foi privatizada com a participação da Connex Polska. Em 2008, como resultado da fusão da PKS Connex Prudnik e da PKS Connex Kędzierzyn-Koźle, foi criada a empresa Veolia Transport Opolszczyzna, em 2013 assumida pela Arriva Bus Transport Polska. Em 2019, a Arriva se retirou da Prudnik. A organização do transporte de passageiros em Strzeleczki e na área circundante foi então assumida por PKS-y. Em dezembro de 2021, a Associação de Transporte Municipal-Distrital “Pogranicze” foi criada para melhorar a qualidade do transporte.

## Educação
Há um jardim de infância e uma escola primária na área de Strzeleki.
- Jardim de infância público com uma filial de integração, rua Dworcowa, 3.[125]
- Escola primária, rua Sienkiewicza, 3.[126]

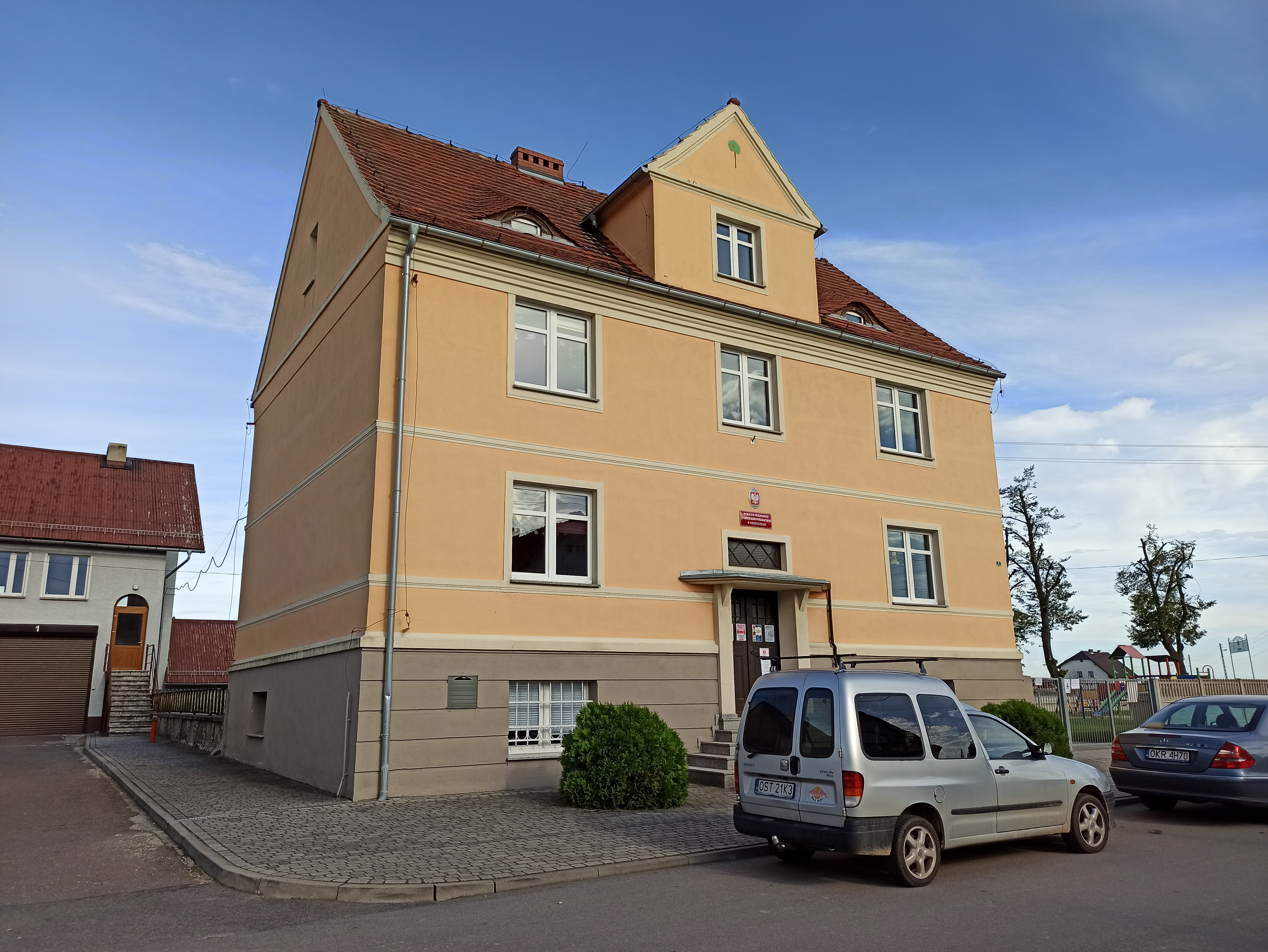
Jardim de infância
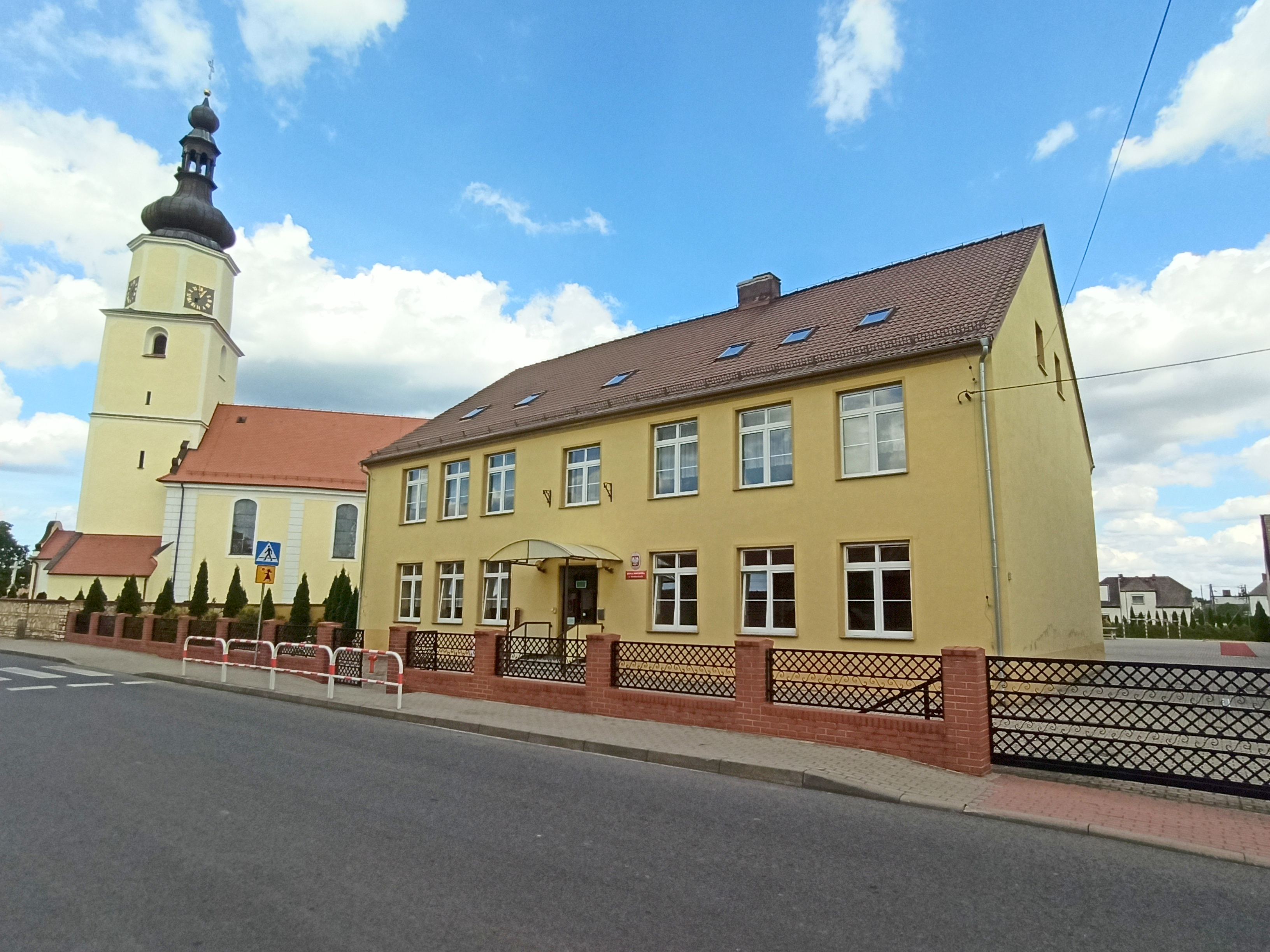
Escola primária

## Mídia local

### Imprensa
- Tygodnik Prudnicki
- Nowa Trybuna Opolska
- Tygodnik Krapkowicki

### Rádio
- Radio Opole
- Radio Park

### Portais
- Teraz Prudnik[127] (até 2017 Tygodnik Prudnicki[128])
- tygodnik-krapkowicki.pl[129]

## Religião
Há duas igrejas católicas em Strzeleczki: a igreja de São Martinho, a sede da paróquia de São Martinho (forania de Krapkowice), e a igreja filial da Elevação da Santa Cruz, no cemitério.

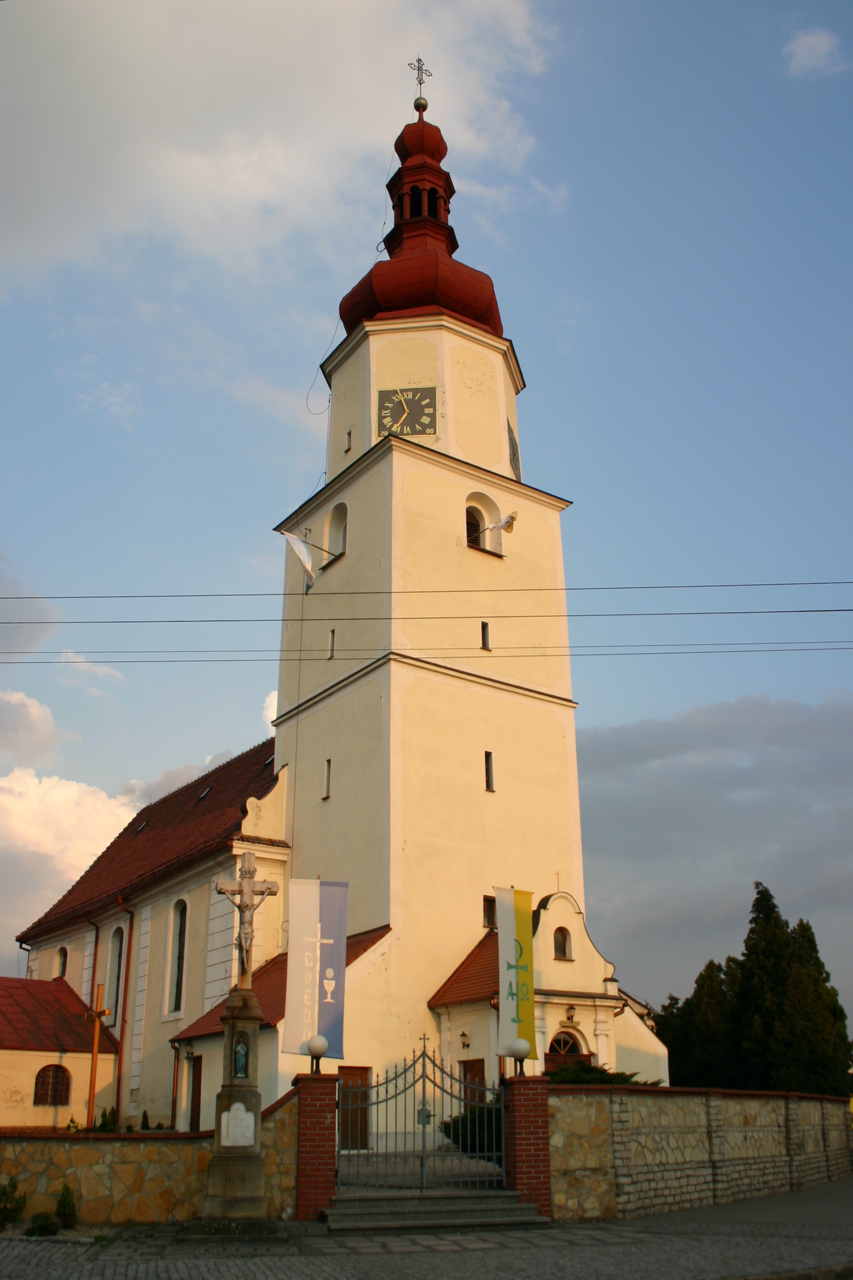
Igreja de São Martinho
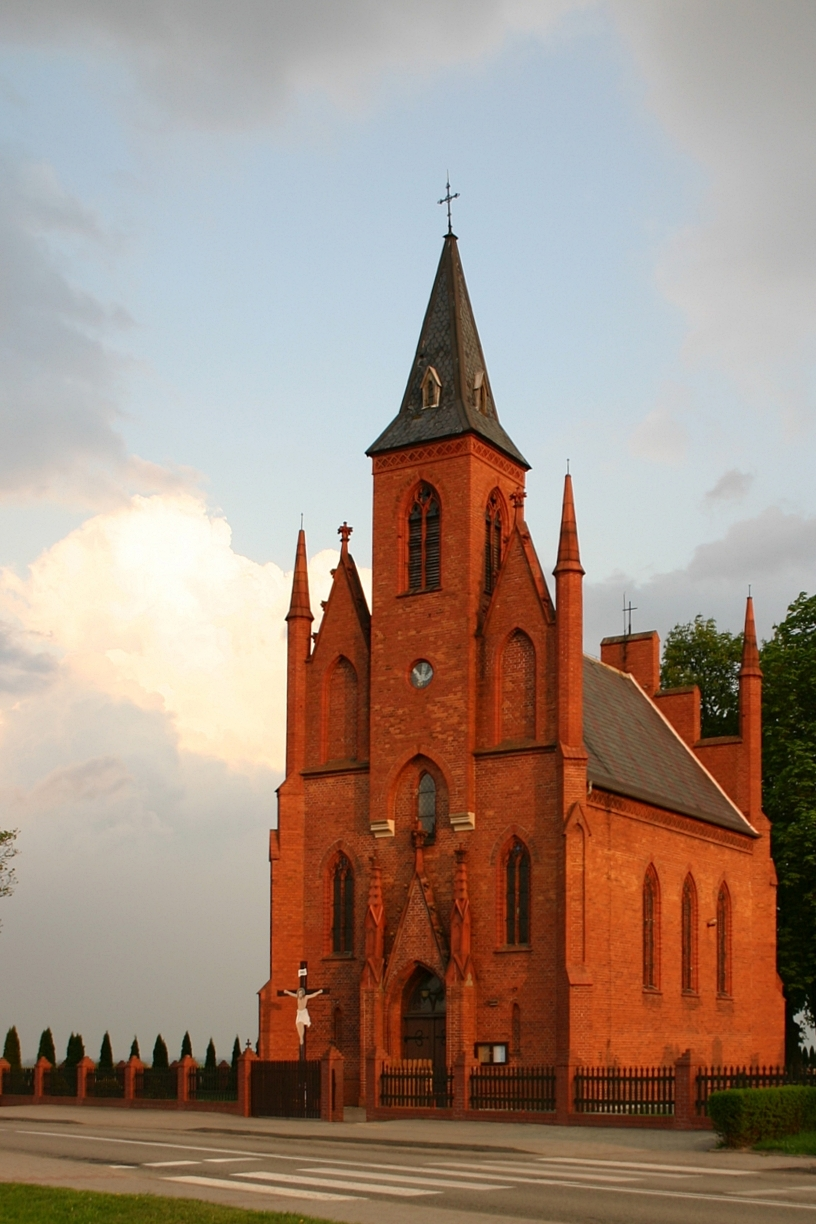
Igreja da Elevação da Santa Cruz

## Esporte
A cidade abriga o clube de futebol LKS Strzeleczki. O Ludowy Zespół Sportowy em Strzeleczki foi organizado em 1950 como um dos primeiros no condado de Prudnik. No passado, o clube tinha uma seção de atletismo e tênis de mesa.
Em setembro de 2010, um complexo de campos esportivos para futebol, vôlei, basquete e tênis foi inaugurado em Strzeleczki como parte do programa Orlik 2012.

## Política
A cidade é a sede da comuna urbano-rural. O órgão executivo é o prefeito. Nas eleições municipais de 2018, Marek Pietruszka (chefe da comuna rural até 2024) foi eleito para o cargo. A sede das autoridades é o Gabinete Municipal na na praça do mercado, 4.

## Turismo
A filial Prudnik do PTTK “Sudetos Orientais” criou o Distintivo Turístico da Terra de Prudnik, que é obtido visitando um número apropriado de locais em cidades localizadas na Terra de Prudnik, incluindo Strzeleczki.

### Trilhas de ciclismo
Uma trilha de ciclismo passa por Strzeleczki:
- Trilha para bicicletas PTTK n.º 192-z: Komorniki – Łowkowice – Strzeleczki – Zbychowice

## Segurança
No que diz respeito à proteção contra incêndios e outras ameaças locais, há uma unidade de Brigada de Incêndio Voluntária em Strzeleczki, afiliada à Associação de Brigadas de Incêndio Voluntárias da República da Polônia em Strzeleczki e incluída no sistema nacional de resgate e combate a incêndios. A unidade do Corpo de Bombeiros Voluntários foi fundada em 1925. Até 1998, a segurança contra incêndios em Strzeleczki era supervisionada pelo quartel-general do Corpo de Bombeiros do Condado em Prudnik.
A cidade está sob os cuidados da polícia distrital da área de serviço n.º 8 da sede da polícia distrital em Krapkowice.
O território da cidade, bem como toda a comuna de Strzeleczki, está localizado na zona de fronteira, portanto a Guarda de Fronteira tem competências especiais nessa área em termos de segurança. A comuna de Strzeleczki é coberta pelo posto da Guarda de Fronteira em Opole, da Seção Silesiana da Guarda de Fronteira.